# انتخابات مجالس المحافظات العراقية 2009
أُجريت انتخابات المحافظات في العراق لعام 2009 في 31 يناير، لاستبدال المجالس المحلية في أربعة عشر من ثماني عشرة محافظة عراقية، التي تم انتخابها في انتخابات المحافظات العراقية لعام 2005. تنافس 14,431 مرشحًا، بينهم 3,912 امرأة، على 440 مقعدًا. جاء المرشحون من أكثر من 400 حزب، 75% منها كانت حديثة التشكيل.

## الإطار القانوني
في فبراير 2008، أقر البرلمان العراقي قانون صلاحيات المحافظات بأغلبية صوت واحد، مع غياب العديد من أعضاء البرلمان عن الجلسات. شمل القانون منح رئيس الوزراء السلطة لإقالة محافظ أي محافظة، وهو إجراء كان سيترك سلطة كبيرة بيد الحكومة المركزية التي يهيمن عليها الشيعة في بغداد. تطلب القانون إقرار قانون انتخابات المحافظات خلال 90 يومًا التالية، وإجراء الانتخابات في موعد أقصاه بداية أكتوبر 2008.
أعاد مجلس الرئاسة القانون في البداية، مشيرًا إلى أنه لا يتوافق مع الحقوق الدستورية للمحافظات. وورد أن نائب الرئيس عادل عبد المهدي، الذي يتمتع حزبه، المجلس الإسلامي الأعلى العراقي، بنفوذ قوي في العديد من مجالس المحافظات الجنوبية، اعترض بشكل خاص. ومع ذلك، عكس المجلس موقفه بعد احتجاجات من التيار الصدري، مشيرًا إلى أنهم سيسعون بدلاً من ذلك لإجراء تغييرات على القانون قبل دخوله حيز التنفيذ.
في يوليو 2008، اقترحت المفوضية العراقية للانتخابات تأجيل الانتخابات حتى ديسمبر بسبب التأخيرات في إقرار قانون الانتخابات، مما ترك وقتًا قليلًا جدًا للتحضير.
تمت الموافقة على مشروع قانون انتخابات المحافظات في النهاية من قبل مجلس النواب في 22 يوليو 2008، على الرغم من انسحاب أعضاء من الائتلاف الكردستاني بسبب بند يجعل مجلس محافظة كركوك ترتيبًا لتقاسم السلطة. في اليوم التالي، اتفق مجلس رئاسة العراق، الذي يتكون من الرئيس جلال طالباني، وهو كردي، ونائب الرئيس عادل عبد المهدي، وهو عربي شيعي، ونائب الرئيس طارق الهاشمي، وهو عربي سني، بالإجماع على رفض القانون بسبب بند كركوك، وإعادته إلى مجلس النواب لإعادة النظر فيه.
تمت المصادقة على المسودة الثانية من قبل مجلس الرئاسة في 7 أكتوبر 2008، الذي صرح بأنه يمكن إضافة بند أقلية لاحقًا. تم إضافة بند الأقلية في 3 نوفمبر.

## محافظة كركوك

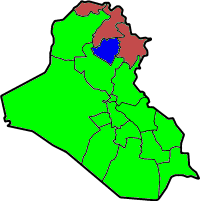
المحافظات التي تجري الانتخابات باللون الأخضر، بينما تم تأجيل الانتخابات في كركوك (باللون الأزرق) وإقليم كردستان العراق (باللون الأحمر) إلى وقت لاحق من العام.

اقترح المسودة الأصلية تأجيل الانتخابات في محافظة كركوك حتى بعد إجراء الاستفتاء لتحديد وضعها الدقيق. ومع ذلك، اقترح مجموعة من النواب التركمان والعرب بندًا لتقاسم السلطة، ينص على إنشاء مجلس محافظة يتكون من عشرة أكراد، وعشرة عرب، وعشرة تركمان، واثنين آشوريين. تم تضمين هذا البند في مسودة قانون الانتخابات المعروضة على مجلس النواب العراقي في يوليو 2008، مما أدى إلى انسحاب الأحزاب الكردية احتجاجًا، معترضين "إذا كنتم قد حددتم المقاعد مسبقًا قبل الانتخابات، فلماذا التصويت؟" ومع ذلك، تمت الموافقة على القانون في 22 يوليو 2008. إلا أن الرئيس جلال طالباني، الذي هو كردي، ونائب الرئيس عادل عبد المهدي، وهو عربي شيعي، اتفقا على رفض القانون، مما يعني أنه سيتم إعادته إلى مجلس النواب لإعادة النظر فيه.
بدأت العطلة الصيفية البرلمانية في 30 يوليو 2008، ولكن تم استدعاء جلسة خاصة في 3 أغسطس 2008 لإيجاد حل لمشكلة كركوك. في تلك الاجتماع، لم يتم التوصل إلى حل؛ وفي اجتماع آخر في 4 أغسطس 2008، قام النواب بتأجيل الجلسة إلى 5 أغسطس 2008، وفي ذلك التاريخ إلى 6 أغسطس 2008. ثم تم تأجيلها إلى 9 سبتمبر 2008، مع تشكيل لجنة تعمل على حل وسط حتى ذلك الحين. في تلك الجلسة، لم يتم التوصل إلى أي قرار، واستمرت المفاوضات في 10 سبتمبر 2008 على شكل لجنة خاصة مكونة من ستة أعضاء تم تشكيلها لهذه المناسبة. تم تمرير القانون أخيرًا في 24 سبتمبر 2008 ومن المتوقع إجراء الانتخابات بحلول 31 يناير 2009؛ وكان الحل الوسط هو أن يتم التعامل مع كركوك بشكل منفصل، وأن تُجرى الانتخابات في كركوك والمحافظات الثلاثة ذاتية الحكم الكردية في وقت لاحق. كان من المقرر أن تعمل لجنة خاصة على حل لمشكلة كركوك وتقديم تقريرها بحلول 31 مارس 2009.
اقترح الممثل الخاص لبعثة الأمم المتحدة في العراق، ستافان دي ميستورا، إجراء الانتخابات في جميع المحافظات باستثناء كركوك، وتأجيل انتخابات كركوك لمدة ستة أشهر لإيجاد حل مقبول. تم مناقشة مشروع قانون يعتمد على هذا الاقتراح في 6 أغسطس، وقبله الائتلاف الكردستاني، لكنه قوبل بمعارضة من الجبهة التركمانية العراقية، وجبهة التوافق العراقية، والتيار الصدري، الذين اعترضوا على إشارة مسودة القانون إلى استفتاء وضع كركوك وأصروا على تأجيل الانتخابات بالكامل حتى يتم العثور على حل.

## الأقليات
بموجب المادة 50 من مشروع قانون الانتخابات، كان من المقرر تخصيص عدد من المقاعد للأقليات الدينية مثل المسيحيين واليزيديين في المجالس المحلية. ولكن تم حذف هذه الفقرة في المسودة النهائية، حيث أشار المشرعون إلى نقص بيانات التعداد السكاني لتحديد العدد المناسب من المقاعد. تظاهر خمسة آلاف مسيحي في الموصل ضد هذا التغيير، معتبرين أنه "هامشية لحقوقهم"، وكتب رئيس كنيسة المشرق الآشورية إلى مجلس الرئاسة طالبًا منهم استخدام حق النقض ضد القانون.
عبّر رئيس الوزراء المالكي عن قلقه ودعا البرلمان والمفوضية العليا المستقلة للانتخابات إلى "إزالة جميع المخاوف والظلم والإحساس بالإقصاء الذي يشعر به بعض شرائح المجتمع العراقي". كما دعا النائب الكردي محمود عثمان مجلس رئاسة العراق لاستخدام عملية المراجعة لإدخال تعديل يشمل حصة للأقليات، قائلًا "حكم الأغلبية يعني أنه يجب حماية الأقليات". وأكد أحد زعماء التيار الصدري أن على المسيحيين أن يُسمح لهم بـ"المساهمة في بناء الدولة العراقية"، وأن إزالة هذه الفقرة "تهدد وحدة العراق". كما انتقد المبعوث الخاص للأمم المتحدة أيضًا إزالة بند الأقليات.
تمت إضافة بند الأقلية في 3 نوفمبر 2008، رغم أنه نص فقط على تخصيص ستة مقاعد خاصة (ثلاثة للمسيحيين، ومقعد لكل من اليزيديين والمانديين والشبك) بدلاً من اثني عشر كما أوصت الأمم المتحدة. حصل المسيحيون على مقعد في كل من بغداد ونينوى والبصرة، بينما حصل اليزيديون والشبك على مقعدين في نينوى، وحصل المانديون على مقعد في بغداد.

## الحصة النسائية
تضمنت المسودات الأصلية لقانون الانتخابات ضمانًا بأن تحتوي المجالس المنتخبة على نسبة لا تقل عن 25% من النساء. ومع ذلك، نص القانون الذي تم تمريره على أنه سيكون "امرأة في نهاية كل ثلاثة فائزين". وقد فسّرت المفوضية الانتخابية هذا على أنه حيث تفوز قائمة بأكثر من مقعدين في محافظة معينة، سيتم منح المقعد الثالث لامرأة من قائمة الحزب. ونظرًا للعدد الكبير من الأحزاب التي تتنافس في الانتخابات، والعديد منها من المتوقع أن يفوز بمقعد أو مقعدين، أعربت النائبات عن قلقهن من أن تغيير الصياغة قد أضعف هذا البند.

## نظام الانتخابات
تم إجراء الانتخابات السابقة للمحافظات والانتخابات الوطنية في العراق بموجب نظام "القائمة المغلقة"، حيث يقوم الناخبون باختيار حزب أو ائتلاف، ويقوم الحزب أو الائتلاف باختيار النائب الفردي.
ستُجرى الانتخابات الجديدة بموجب نظام "القائمة المفتوحة"، حيث يمكن للناخبين اختيار إما حزب أو مرشح فردي؛ وسيكون المرشحون الذين يتم انتخابهم من قائمة ما هم أولئك الذين يحصلون على أكبر عدد من الأصوات الفردية من بين تلك القائمة.
كما يعزز النظام تمثيل النساء، فإذا كان الشخصان الأولان المنتخبين من قائمة ما هما رجلان، فإن الشخص التالي المنتخب سيكون المرأة التي حصلت على أكبر عدد من الأصوات.

## الميليشيات
في مارس، تحركت حكومة نوري المالكي ضد الميليشيات المتحالفة مع التيار الصدري في محافظة البصرة. اتهم الصدريون المالكي بمحاولة إضعافهم قبل الانتخابات، لكن المالكي ادعى أنه يستهدف فقط "عصابات إجرامية".
بعد ذلك، أعلن المالكي أنه سيقوم بإبعاد أي أحزاب من الانتخابات ترفض حل ميليشياتها. وفي أبريل، وافق مجلس الوزراء على مشروع قانون الانتخابات، الذي شمل بندًا يمنع الأحزاب التي تمتلك ميليشيات. ومع ذلك، خاض التيار الصدري الانتخابات.

## الحملة الانتخابية
كانت الأوضاع الأمنية في هذه الانتخابات أفضل بكثير من الانتخابات السابقة. تم تأمين الانتخابات بواسطة قوات الأمن العراقية، ولم تلعب القوات متعددة الجنسيات في العراق أي دور لأول مرة. شعر المرشحون بالأمان الكافي للترويج لأصواتهم، بينما شهدت انتخابات 2005 حملات انتخابية عامة ضئيلة. ومع ذلك، قُتل ثمانية مرشحين خلال الحملة، وتم إغلاق الحدود للتصويت، وفرضت حظر التجوال ومنع المركبات. ومع ذلك، يمكن مقارنتها بشكل إيجابي بانتخابات 2005 التي قُتل خلالها أكثر من 200 مرشح.
جرت عملية التصويت المبكر يوم الأربعاء 28 يناير لـ614,000 جندي وشرطي وسجين ومرضى ونازحين داخليًا.

### المناطق السنية العربية
تم انتخاب المجالس الحالية للمحافظات في انتخابات 2005، التي قاطعها العرب السنة، مما أدى إلى أن تُدار عدة محافظات ذات أغلبية عربية سنية مثل محافظة نينوى ومحافظة صلاح الدين إما من قبل أحزاب كردية عرقية أو أحزاب متعددة الأعراق ذات أغلبية شيعية. ومع قرار الأحزاب العربية السنية المشاركة في الانتخابات منذ ذلك الحين، من المتوقع أن توفر هذه الانتخابات مزيدًا من التمثيل لهم.
كما يُتوقع أن تُعزز الانتخابات المنافسة الانتخابية داخل السكان العرب السنة بين الجبهة العراقية الموحدة المؤيدة للحكومة والمجموعات السياسية الجديدة التي تشكلت من ميليشيات حركة الصحوة المناهضة للقاعدة. وقد أسس عضو بارز في حركة الصحوة في بغداد، أبو عزام التميمي، الجبهة العراقية للكرامة للمنافسة في الانتخابات. كما شكلت حركة الصحوة في الأنبار الجبهة الوطنية لإنقاذ العراق. من المتوقع أن تحقق هذه الأحزاب نجاحًا كبيرًا في تصويت العرب السنة في الأنبار وصلاح الدين وديالى وبغداد.
في نينوى، اشتكى حزب "الحدباء" ذو الأغلبية العربية السنية—الذي يحظى أيضًا بدعم رئيس الوزراء نوري المالكي—من استهدافه من قبل قوات الأمن الكردية. وقد قُتل مرشح من ائتلاف "العراق لنا" السني العربي في نينوى على يد مسلح دخل مقهى وأطلق النار عليه.

### المناطق الشيعية العربية
قال أحد كبار المسؤولين الحكوميين إن الانتخابات ستقوم بـ"إعادة رسم الخريطة السياسية للعراق"، بينما وصف نائب الرئيس عادل عبد المهدي الانتخابات بأنها "تجربة كبيرة للانتخابات البرلمانية" المقررة في 2009-2010. وتوقع خبير من مجموعة الأزمات الدولية حدوث "تحول كبير"، حيث ستفقد الأحزاب الحالية التي أسسها المغتربون الأرض لصالح الأحزاب الأحدث التي تشكلت من الأشخاص الذين بقوا في العراق خلال حكم صدام حسين.
كما يُتوقع أن تشهد الانتخابات منافسة كبيرة بين حزبين إسلاميين شيعيين رئيسيين في الحكومة—حزب الدعوة الإسلامية بزعامة رئيس الوزراء نوري المالكي والمجلس الإسلامي الأعلى العراقي بزعامة نائب الرئيس عادل عبد المهدي. عقب عملية صولة الفرسان (2008)، أنشأ رئيس الوزراء "مجالس دعم" للمساعدة في الأمن في المحافظات الجنوبية، وتعرض المالكي للانتقاد بتهمة استخدام هذه المجالس لبناء قاعدة سياسية. وقد انتقد مجلس الرئاسة العراقي رئيس الوزراء علنًا في نوفمبر 2008، قائلًا إن هذه المجالس غير قانونية، ويجب تعليقها، وينبغي استخدام الأموال لدعم الجيش والشرطة النظاميين.
من المتوقع أيضًا حدوث منافسة بين الأحزاب الإسلامية الحكومية وحركة الصدر المعارضة، حيث قال بعض المعلقين إن الصدريين من المتوقع أن يحصلوا على أغلبية المقاعد في جنوب العراق وأجزاء من بغداد. دعمت حركة الصدر قائمة "البراءة وإعادة الإعمار" (376) وقائمة "المستقلين من النبلاء" (284).
تنبأ بعض المعلقين بحدوث رد فعل ضد الأحزاب الدينية الحالية لصالح أحزاب أكثر علمانية.
قبل الانتخابات بفترة قصيرة، بدأت مبادرة في محافظة البصرة لتحويل المحافظة إلى إقليم. لكن المبادرة فشلت في الحصول على 10% من أصوات الناخبين المؤهلين خلال الفترة المحددة، مما أدى إلى سقوطها.

## النتائج

خريطة الانتخابات تظهر أكبر قائمة لكل محافظة

كان هناك 15 مليون ناخب مؤهل، لكن تم حذف مئات الآلاف من الناخبين من قوائم الاقتراع. وقد اشتكى مثال الألوسي، النائب القومي العربي، من وجود "العديد من الأخطاء" من قبل المفوضية، وتم السماح للدبلوماسيين الإيرانيين بدخول مراكز الاقتراع.
كان هناك مراقبون دوليون في كل واحدة من 712 دائرة انتخابية—وهي الانتخابات الأولى منذ غزو العراق عام 2003 التي تم مراقبتها بالكامل.
على عكس انتخابات 2005، لم يكن هناك مقاطعة من أي حركة سياسية كبيرة؛ ومع ذلك، كانت نسبة الإقبال أقل من الانتخابات السابقة، حيث تجاوزت قليلاً 51%. وقد لام المجلس الإسلامي الأعلى (ISCI) حظر المركبات يوم الانتخابات، مما أجبر الناخبين على المشي لمسافات طويلة إلى مراكز الاقتراع.
لم تكن النتائج الرسمية متوقعة حتى أيام بعد الانتخابات. أصبح حزب الدعوة الإسلامية أكبر حزب في الجنوب الشيعي.

### مجموع المقاعد
| الحزب      | الحزب                         | مجموع الاصوات | النسبة المئوية | مجموع المقعد | زعيم الحزب                  |
| ---------- | ----------------------------- | ------------- | -------------- | ------------ | --------------------------- |
|            | ائتلاف دولة القانون           | 1,362,594     | 19.1%          | 126          | نوري المالكي                |
|            | قائمة شهيد المحراب            | 482,800       | 6.8%           | 52           | عبد العزيز الحكيم           |
|            | التيار الصدري                 | 434,849       | 6.1%           | 43           | مقتدى الصدر                 |
|            | جبهة التوافق العراقية         | 449,575       | 6.3%           | 32           | طارق الهاشمي                |
|            | القائمة العراقية الوطنية      | 404,201       | 5.7%           | 26           | اياد علاوي                  |
|            | تيار الإصلاح الوطني           | 273,130       | 3.8%           | 23           | ابراهيم الجعفري             |
|            | قائمة كردستان                 | 353,328       | 5.0%           | 20           | مسعود بارزاني, جلال طالباني |
|            | الجبهة العراقية للحوار الوطني | 328,250       | 4.6%           | 19           | صالح المطلك                 |
|            | حزب الحدباء                   | 435,595       | 6.1%           | 19           | أثيل النجيفي                |
|            | مجلس الصحوة                   | 56,262        | 0.8%           | 8            | أحمد ابو ريشة               |
|            | حزب الفضيلة الاسلامي العراقي  | 140,648       | 2.0%           | 6            | عبد الرحيم الحسيني          |
| احزاب اخرى | احزاب اخرى                    | 2,422,424     | 33.7%          | 66           | -                           |
| المجموع    | المجموع                       | 7,143,656     | 100%           | 440          | -                           |

### المشاركة الإقليمية
| المحافظة     | الأصوات المدلى بها | المقاعد |
| ------------ | ------------------ | ------- |
| الانبار      | 317,074            | 29      |
| بابل         | 487,858            | 30      |
| بغداد        | 1,694,930          | 57      |
| البصرة       | 646,109            | 35      |
| ذي قار       | 453,806            | 31      |
| ديالى        | 430,407            | 29      |
| كربلاء       | 291,479            | 27      |
| ميسان        | 234,398            | 27      |
| مثنى         | 207,752            | 26      |
| النجف        | 338,540            | 28      |
| محافظة نينوى | 995,169            | 37      |
| القادسية     | 332,176            | 28      |
| صلاح الدين   | 403,764            | 28      |
| واسط         | 310,194            | 28      |
| المجموع:     | 7,143,656          | 440     |

### محافظة الانبار
| الحزب      | الحزب                                   | مجموع الاصوات | النسبة المئوية | المقاعد | زعيم الحزب     |
| ---------- | --------------------------------------- | ------------- | -------------- | ------- | -------------- |
|            | صحوة العراق والتحالف الوطني المستقل     | 56,262        | 17.1%          | 8       | احمد ابو ريشة  |
|            | الجبهة العراقية للحوار الوطني           | 53,487        | 17.6%          | 6       | صالح المطلك    |
|            | تحالف القبائل والمتعلمين من أجل التنمية | 51,733        | 15.9%          | 6       | طارق الهاشمي   |
|            | الحركة الوطنية للاصلاح والتنمية         | 23,835        | 7.8%           | 3       | جمال الكربولي  |
|            | القائمة العراقية الوطنية                | 21,551        | 6.6%           | 2       | إياد علاوي     |
|            | تجمع الوحدة الوطنية العراقي             | 14,439        | 4.6%           | 2       | محمد الكسنزاني |
|            | تحالف قبائل العراق                      | 13,798        | 4.5%           | 2       | حميد الهايس    |
| احزاب اخرى | احزاب اخرى                              | -             | 25.9%          | 0       |                |
| المجموع    | المجموع                                 | 317,074       | 100%           | 29      |                |

### محافظة بابل
| الحزب      | الحزب                         | مجموع الاصوات | النسبة المئوية | المقاعد | زعيم الحزب        |
| ---------- | ----------------------------- | ------------- | -------------- | ------- | ----------------- |
|            | ائتلاف دولة القانون           | 60,914        | 12.5%          | 8       | نوري المالكي      |
|            | قائمة شهيد المحراب            | 40,365        | 8.2%           | 5       | عبد العزيز الحكيم |
|            | التيار الصدري                 | 30,119        | 6.2%           | 3       | مقتدى الصدر       |
|            | تيار الاصلاح الوطني           | 21,055        | 4.4%           | 3       | ابراهيم الجعفري   |
|            | الجبهة العراقية للحوار الوطني | 19,875        | 4.1%           | 3       | صالح المطلك       |
|            | جمعية العدالة المستقلة        | 17,683        | 3.7%           | 3       |                   |
|            | القائمة العراقية الوطنية      | 17,017        | 3.4%           | 3       | إياد علاوي        |
|            | كتلة الأنصار المستقلة         | 16,493        | 3.4%           | 2       |                   |
| احزاب اخرى | احزاب اخرى                    | -             | 54.1%          | 0       |                   |
| المجموع    | المجموع                       | 487,858       | 100%           | 30      |                   |

### محافظة بغداد
| الحزب                                               | مجموع الاصوات | النسبة المئوية | المقاعد | زعيم الحزب        |
| --------------------------------------------------- | ------------- | -------------- | ------- | ----------------- |
| ائتلاف دولة القانون                                 | 641,925       | 38.0%          | 28      | نوري المالكي      |
| جبهة التوافق العراقية                               | 153,219       | 9.0%           | 7       | طارق الهاشمي      |
| التيار الصدري                                       | 151,093       | 9.0%           | 5       | مقتدى الصدر       |
| القائمة العراقية الوطنية                            | 148,133       | 8.6%           | 5       | إياد علاوي        |
| الجبهة العراقية للحوار الوطني                       | 113,787       | 6.9%           | 4       | صالح المطلك       |
| قائمة شهيد المحراب (المجلس الأعلى الإسلامي العراقي) | 91,759        | 5.4%           | 3       | عبد العزيز الحكيم |
| تيار الاصلاح الوطني                                 | 71,663        | 4.3%           | 3       | ابراهيم الجعفري   |
| احزاب اخرى                                          | -             | 18.8%          | 0       |                   |
| مقاعد الاقليات:                                     |               |                |         |                   |
| المقعد المسيحي: قائمة عشتار الوطنية                 | 4,334         |                | 1       | سركيس أغاجان      |
| المقعد المندائي: مستقل                              | 241           |                | 1       | علي حسين الصابري  |
| المجموع                                             | 1,694,930     | 100%           | 57      |                   |

### محافظة البصرة
| الحزب                                               | مجموع الاصوات | النسبة المئوية | المقاعد | زعيم الحزب         |
| --------------------------------------------------- | ------------- | -------------- | ------- | ------------------ |
| ائتلاف دولة القانون                                 | 239,007       | 37.0%          | 20      | نوري المالكي       |
| قائمة شهيد المحراب (المجلس الأعلى الإسلامي العراقي) | 74,879        | 11.6%          | 5       | عبد العزيز الحكيم  |
| تجمع العدل والوحدة                                  | 34,862        | 5.5%           | 2       | الفايز             |
| التيار الصدري                                       | 32,020        | 5.0%           | 2       | مقتدى الصدر        |
| الحزب الاسلامي العراقي                              | 24,813        | 3.8%           | 2       | طارق الهاشمي       |
| القائمة العراقية الوطنية                            | 21,091        | 3.2%           | 2       | إياد علاوي         |
| حزب الفضيلة الإسلامي                                | 20,932        | 3.2%           | 1       | عبد الرحيم الحسيني |
| احزاب اخرى                                          | -             | 30.7%          | 0       |                    |
| المقعد المسيحي: حزب الاتحاد الديمقراطي الكلداني     | 227           | -              | 1       | ابلحد أفرايم ساوا  |
| المجموع                                             | 646,109       | 100%           | 35      |                    |

### محافظة ذي قار
| الحزب                                               | مجموع الاصوات | النسبة المئوية | المقاعد | زعيم الحزب         |
| --------------------------------------------------- | ------------- | -------------- | ------- | ------------------ |
| ائتلاف دولة القانون                                 | 107,410       | 23.1%          | 13      | نوري المالكي       |
| التيار الصدري                                       | 61,929        | 14.1%          | 7       | مقتدى الصدر        |
| قائمة شهيد المحراب (المجلس الأعلى الإسلامي العراقي) | 51,463        | 11.1%          | 5       | عبد العزيز الحكيم  |
| تيار الاصلاح الوطني                                 | 34,255        | 7.6%           | 4       | ابراهيم الجعفري    |
| حزب الفضيلة الإسلامي                                | 27,138        | 6.1%           | 2       | عبد الرحيم الحسيني |
| احزاب اخرى                                          | -             | 48%            | 0       |                    |
| المجموع                                             | 453,806       | 100%           | 31      |                    |

### محافظة ديالى
| الحزب                         | مجموع الاصوات | النسبة المئوية | المقاعد | زعيم الحزب                  |
| ----------------------------- | ------------- | -------------- | ------- | --------------------------- |
| جبهة التوافق العراقية         | 91,135        | 21.1%          | 9       | طارق الهاشمي                |
| الجبهة العراقية للحوار الوطني | 66,309        | 17.0%          | 6       | صالح المطلك                 |
| ائتلاف كردستان                | 62,219        | 15.0%          | 6       | مسعود بارزاني، جلال طالباني |
| القائمة العراقية الوطنية      | 42,650        | 9.5%           | 3       | إياد علاوي                  |
| ائتلاف دولة القانون           | 27,408        | 6.0%           | 2       | نوري المالكي                |
| تيار الاصلاح الوطني           | 25,068        | 5.3%           | 2       | عبد العزيز الحكيم           |
| تيار الاصلاح الوطني           | 20,140        | 4.3%           | 1       | ابراهيم الجعفري             |
| احزاب اخرى                    | -             | 21.6%          | 0       |                             |
| المجموع                       | 430,407       | 100%           | 29      |                             |

### محافظة كربلاء
| الحزب                                               | مجموع الاصوات | النسبة المئوية | المقاعد | زعيم الحزب           |
| --------------------------------------------------- | ------------- | -------------- | ------- | -------------------- |
| يوسف محمد الحبوبي                                   | 37,846        | 13.3%          | 1       | مستقل                |
| امل الرافدين                                        | 26,967        | 8.8%           | 9       | (تابع للتيار الصدري) |
| ائتلاف دولة القانون                                 | 25,649        | 8.5%           | 9       | نوري المالكي         |
| قائمة شهيد المحراب (المجلس الأعلى الإسلامي العراقي) | 19,346        | 6.8%           | 4       | عبد العزيز الحكيم    |
| التيار الصدري                                       | 19,215        | 6.4%           | 4       | مقتدى الصدر          |
| احزاب اخرى                                          |               | 56.2%          | 0       |                      |
| المجموع                                             | 291,479       | 100%           | 27      |                      |

### محافظة ميسان
| الحزب                                               | مجموع الاصوات | النسبة المئوية | المقاعد | زعيم الحزب        |
| --------------------------------------------------- | ------------- | -------------- | ------- | ----------------- |
| ائتلاف دولة القانون                                 | 42,214        | 17.7%          | 8       | نوري المالكي      |
| قائمة شهيد المحراب (المجلس الأعلى الإسلامي العراقي) | 35,093        | 15.2%          | 8       | عبد العزيز الحكيم |
| التيار الصدري                                       | 35,075        | 14.6%          | 7       | مقتدى الصدر       |
| تيار الاصلاح الوطني                                 | 20,144        | 8.7%           | 4       | إبراهيم الجعفري   |
| احزاب اخرى                                          |               | 43.8%          | 0       |                   |
| المجموع                                             | 234,398       | 100%           | 27      |                   |

### محافظة المثنى
| الحزب                                               | مجموع الاصوات | النسبة المئوية | المقاعد | زعيم الحزب        |
| --------------------------------------------------- | ------------- | -------------- | ------- | ----------------- |
| ائتلاف دولة القانون                                 | 22,627        | 10.9%          | 5       | نوري المالكي      |
| قائمة شهيد المحراب (المجلس الأعلى الإسلامي العراقي) | 19,448        | 9.3%           | 5       | عبد العزيز الحكيم |
| قائمة الجمهور                                       | 14,520        | 7.1%           | 3       |                   |
| تيار الاصلاح الوطني                                 | 12,878        | 6.3%           | 3       | ابراهيم الجعفري   |
| التيار الصدري                                       | 11,436        | -              | 2       | مقتدى الصدر       |
| تجمع للمثنى                                         | 10,867        | 5.0%           | 2       |                   |
| قائمة وطنية مستقلة                                  | 9,854         | 4.9%           | 2       |                   |
| تجمع المهارات العراقية المستقلة                     | 8,941         | 4.4%           | 2       |                   |
| تجمع الفرات الاوسط                                  | 8,322         | 3.9%           | 2       |                   |
| احزاب اخرى                                          |               | 42.7%          | 0       |                   |
| المجموع                                             | 207,752       | 100%           | 26      |                   |

### محافظة النجف
| الحزب                                               | مجموع الاصوات | النسبة المئوية | المقاعد | زعيم الحزب        |
| --------------------------------------------------- | ------------- | -------------- | ------- | ----------------- |
| ائتلاف دولة القانون                                 | 54,907        | 16.2%          | 7       | نوري المالكي      |
| قائمة شهيد المحراب (المجلس الأعلى الإسلامي العراقي) | 50,146        | 14.8%          | 7       | عبد العزيز الحكيم |
| التيار الصدري                                       | 40,186        | 12.2%          | 6       | مقتدى الصدر       |
| الولاء للنجف                                        | 30,219        | 8.3%           | 4       | عدنان الزرفي      |
| تيار الاصلاح الوطني                                 | 23,377        | 7.0%           | 2       | ابراهيم الجعفري   |
| اتحاد النجف المستقل                                 | 12,766        | 3.7%           | 2       |                   |
| احزاب اخرى                                          |               | 37.8%          | 0       |                   |
| المجموع                                             | 338,540       | 100%           | 28      |                   |

### محافظة نينوى
| الحزب                                            | مجموع الاصوات | النسبة المئوية | المقاعد | زعيم الحزب                  |
| ------------------------------------------------ | ------------- | -------------- | ------- | --------------------------- |
| قائمة الحدباء                                    | 435,595       | 48.4%          | 19      | اثيل النجفي                 |
| التحالف الوطني الكردستاني                        | 273,458       | 25.5%          | 12      | مسعود بارزاني، جلال طالباني |
| الحزب العراقي الاسلامي                           | 60,191        | 6.7%           | 3       | طارق الهاشمي                |
| احزاب اخرى                                       |               | 19.4%          | 0       |                             |
| مقاعد اقلية                                      |               |                |         |                             |
| المقعد المسيحي: قائمة عشتار الوطنية              | 13,760        |                | 1       | سركيس اغاجان                |
| المقعد الشبكي: قصي عباس محمد                     | 12,949        |                | 1       | مستقل                       |
| المقعد اليزيدي: الحركة الأيزيدية للإصلاح والتقدم | 6,174         |                | 1       |                             |
| المجموع                                          | 995,169       | 100%           | 37      |                             |

### محافظة القادسية
| الحزب                                               | مجموع الاصوات | النسبة المئوية | المقاعد | زعيم الحزب           |
| --------------------------------------------------- | ------------- | -------------- | ------- | -------------------- |
| ائتلاف دولة القانون                                 | 78,276        | 23.1%          | 11      | نوري المالكي         |
| قائمة شهيد المحراب (المجلس الأعلى الإسلامي العراقي) | 38,972        | 11.7%          | 4       | عبد العزيز الحكيم    |
| القائمة العراقية الوطنية                            | 27,687        | 8.2%           | 3       | إياد علاوي           |
| تيار الاصلاح الوطني                                 | 26,738        | 8.0%           | 3       | ابراهيم الجعفري      |
| التيار الصدري                                       | 21,742        | 6.7%           | 2       | مقتدى الصدر          |
| حزب الولاء الاسلامي                                 | 14,054        | 4.3%           | 2       | (تابع للتيار الصدري) |
| حزب الفضيلة الاسلامي                                | 13,596        | 4.1%           | 2       | عبد الرحيم الحسيني   |
| احزاب اخرى                                          |               | 33.9%          | 0       |                      |
| المجموع                                             | 332,176       | 100%           | 28      |                      |

### محافظة صلاح الدين
| الحزب      | الحزب                                 | مجموع الاصوات | النسبة المئوية | المقاعد | زعيم الحزب                  |
| ---------- | ------------------------------------- | ------------- | -------------- | ------- | --------------------------- |
|            | جبهة التوافق العراقية                 | 57,264        | 14.5%          | 5       | طارق الهاشمي                |
|            | القائمة العراقية الوطنية              | 56,853        | 13.9%          | 5       | إياد علاوي                  |
|            | جبهة المشروع الوطني العراقي (مجموعات) | 35,482        | 8.7%           | 3       |                             |
|            | الجبهة العراقية للحوار الوطني         | 35,131        | 8.5%           | 3       | صالح المطلك                 |
|            | جماعة العلماء والمثقفين العراقيين     | 23,772        | 6.0%           | 2       |                             |
|            | الجبهة التركمانية العراقية            | 19,013        | 4.8%           | 2       | سعد الدين محمد امين         |
|            | كتلة المصالحة والتحرير                | 18,743        | 4.5%           | 2       |                             |
|            | قائمة صلاح الدين الوطنية              | 18,079        | 4.6%           | 2       |                             |
|            | التحالف الوطني الكردستاني             | 17,651        | 4.5%           | 2       | مسعود بارزاني، جلال طالباني |
|            | ائتلاف دولة القانون                   | 14,422        | 3.5%           | 2       | نوري المالكي                |
| احزاب اخرى | احزاب اخرى                            |               | 21%            | 0       |                             |
| المجموع    | المجموع                               | 403,764       | 100%           | 28      |                             |

### محافظة واسط
| الحزب                                               | مجموع الاصوات | النسبة المئوية | المقاعد | زعيم الحزب        |
| --------------------------------------------------- | ------------- | -------------- | ------- | ----------------- |
| ائتلاف دولة القانون                                 | 47,835        | 15.3%          | 13      | نوري المالكي      |
| قائمة شهيد المحراب (المجلس الأعلى الإسلامي العراقي) | 30,712        | 10.0%          | 6       | عبد العزيز الحكيم |
| التيار الصدري                                       | 18,261        | 6.0%           | 3       | مقتدى الصدر       |
| القائمة العراقية الوطنية                            | 14,596        | 4.6%           | 3       | إياد علاوي        |
| الحزب الدستوري العراقي                              | 12,235        | 3.9%           | 3       | جواد البولاني     |
| احزاب اخرى                                          |               | 60.2%          | 0       |                   |
| المجموع                                             | 310,194       | 100%           | 28      |                   |

## التحالفات
بعد الانتخابات، أعلن تيار الإصلاح الوطني أنه شكل اتفاقًا مع ائتلاف دولة القانون للتحالف في جميع المحافظات التي فازوا فيها بمقاعد.
في الأنبار، تم انتخاب قاسم الفهداوي، المستقل من قائمة الصحوة، محافظًا، وشكل إدارة تضم جميع الأحزاب في الأنبار (الأهم كان قائمته الصحوة وقائمة المطلك)، باستثناء الحزب الإسلامي العراقي الذي كان يحكم الحكومة المحلية سابقًا.
في ديالى، انضمت قائمة الائتلاف العراقي إلى تحالف مع ائتلاف كردستان، مما منحهم أغلبية من 15 مقعدًا من أصل 29 مقعدًا في المحافظة، كما كانت مدعومة من التحالف الوطني في ديالى، وهو قائمة مرتبطة بالمجلس الإسلامي الأعلى التي حصلت على مقعدين. تم انتخاب عضو الائتلاف عبد الناصر المنتصر بالله محافظًا بينما تم تعيين طالب محمد حسن من ائتلاف كردستان رئيسًا لمجلس المحافظة. في صلاح الدين، حيث خرجت قائمة التوافق أيضًا في المركز الأول، تعادلت في عدد المقاعد مع القائمة الوطنية العراقية، التي شكلت تحالفًا مع دولة القانون والمشروع الوطني العراقي. ومع ذلك، تم إجبارهم في النهاية على تضمين التوافق في هذا التحالف للحصول على الأغلبية. أصبح عضو التوافق متشار العليوي محافظًا بينما أصبح عضو في القائمة الوطنية العراقية رئيسًا.
في المثنى، حصل ائتلاف دولة القانون وقائمة المحراب التابعة للمجلس الإسلامي الأعلى على 5 مقاعد لكل منهما، وشكلت كلا الحزبين تحالفًا خاصًا لتشكيل كتل تضم 13 مقعدًا. شكلت دولة القانون ائتلافًا مع تيار الإصلاح الوطني (3 مقاعد)، والصدرين (2 مقاعد) وتجميع الفرات الأوسط (2 مقاعد)، بينما أنشأ المجلس الإسلامي الأعلى تحالفًا داخل قائمة الجمهور (3 مقاعد)، وتجميع المثنى (2 مقاعد) والقائمة الوطنية المستقلة (2 مقاعد). تم تقسيم تجمع المهارات العراقية المستقلة الذي حصل على مقعدين بين هاتين الكتلتين. ومع ذلك، انضم إبراهيم سلمان الميالي، المستقل الذي ترشح كجزء من ائتلاف دولة القانون، إلى كتلة المجلس الإسلامي الأعلى لأنه لم يتم ترشيحه لأي منصب مهم من قبل المالكي. أعطى هذا التحالف كتلة المجلس الإسلامي الأعلى أغلبية 14 مقعدًا، مما أدى إلى انتخابه محافظًا وانتخاب عضو المجلس الإسلامي الأعلى عبد اللطيف حسن الحسني كرئيس.
في ميسان وواسط، شكل ائتلاف دولة القانون تحالفًا مع المجلس الإسلامي الأعلى. رغم أن دولة القانون حاولت في معظم المحافظات استبعاد المجلس الإسلامي الأعلى من الحكومات المحلية، إلا أنها قررت في ميسان، حيث حصلت على نفس عدد المقاعد، التحالف معهم، وانتخبوا محمد السوداني من حزب الدعوة محافظًا وهاشم الشوكي من حزب الله العراقي (الذي كان جزءًا من قائمة المجلس الإسلامي الأعلى) كرئيس. في واسط، حاولت دولة القانون أولاً تشكيل تحالف مع الصدرين، ولكن بعد انهيار هذا التحالف، شكلوا تحالفًا مع المجلس الإسلامي الأعلى. تم إعادة انتخاب المحافظ الصدري لطيف حميد الطرفة، بينما تم تعيين محمود عبد الرضا طلال من المجلس الإسلامي الأعلى رئيسًا.
في البصرة، مكنت الأغلبية الواضحة لائتلاف دولة القانون من تشكيل إدارة بمفردها، حيث تم تعيين جبار أمين رئيسًا والدكتور شلتاغ عبود شراد محافظًا، وكلاهما من أعضاء حزب الدعوة (على الرغم من أن جبار أمين ينتمي إلى فرع المنظمة العراقية). ومع ذلك، رغم حصولهم على 20 مقعدًا من أصل 35 في المجلس، قاموا بالتواصل مع أحزاب أخرى، بما في ذلك جميع الأحزاب الأخرى التي حصلت على مقاعد في المجلس المحلي للبصرة، لتشكيل حكومة وحدة محلية.
في المحافظات الشيعية الخمس المتبقية، نجح ائتلاف دولة القانون في إنشاء تحالفات دون المجلس الإسلامي الأعلى. في بابل، أنشأ ائتلاف دولة القانون تحالفًا واسعًا مع الصدريين، وتيار الإصلاح الوطني، والقائمة الوطنية العراقية، وكتلة المطلك، وأحزاب محلية، بينما شكل المجلس الإسلامي الأعلى كتلة معارضة تتكون من مقعدين مع كتلة المستقلين أنصار. ولتشكيل هذا التحالف، منح ائتلاف دولة القانون حسن الزرقاني وقدوم مجيد طومان، وهما من الصدريين، منصبي المحافظ ورئيس المجلس. في ذي قار، تحالف ائتلاف دولة القانون مع الصدريين وتيار الإصلاح الوطني، مما خلق أغلبية تتكون من 24 مقعدًا في المجلس المكون من 31 مقعدًا، مع استبعاد المجلس الإسلامي الأعلى وفدائية. تم تعيين طالب الحسن، وهو عضو في حزب الدعوة، محافظًا، وأصبح قسيم العبادي، عضو في تيار الإصلاح الوطني، رئيسًا. في كربلاء، وهي المحافظة الشيعية الوحيدة التي لم يحصل فيها ائتلاف دولة القانون على المركز الأول، تحالفوا مع الحبوبي المستقل الذي حصل على أكبر عدد من الأصوات، وأمل الرفدين الثاني، وحركة المستقلين الحرة، وهما كتلتان صدريتان معًا حصلتا على 13 مقعدًا، بينما تم استبعاد كتلة المجلس الإسلامي الأعلى التي تضم 4 مقاعد. أصبح أمل الدين ماجد حميد كاظم من حزب الدعوة محافظًا، بينما تم انتخاب محمد حميد الموسوي، وهو صدري، رئيسًا. في النجف، تعادل ائتلاف دولة القانون والمجلس الإسلامي الأعلى برصيد 7 مقاعد لكل منهما، لكن ائتلاف دولة القانون تمكن من تشكيل كتلة أغلبية مكونة من 15 مقعدًا مع تيار الإصلاح الوطني واثنين من الأحزاب المحلية، مما ترك الصدريين والمجلس الإسلامي الأعلى في المعارضة. تم تعيين فايض الشماري عضو ائتلاف دولة القانون رئيسًا، ورغم المعارضة الشديدة، أصبح عدنان الزرفي من أحد الأحزاب المحلية المحافظ الجديد، مما دفع أسعد أبو غزال، المحافظ السابق من المجلس الإسلامي الأعلى، لبدء معركة قانونية ضد الزرفي. في القادسية، شكل ائتلاف دولة القانون كتلة مع القائمة الوطنية العراقية، مما ترك المجلس الإسلامي الأعلى وفدائية والصدريين في المعارضة. تم تعيين أعضاء حزب الدعوة سليم حسين وجبير الجبوري محافظًا ورئيسًا.

## مزاعم التزوير
ظهرت مزاعم بتزوير الانتخابات من قبل الأحزاب السنية والشيعية. كانت الشكاوى الأكثر بروزًا من قائمة العراقية بزعامة أياد علاوي، التي ادعت حدوث تزوير انتخابي، خاصة في بغداد وصلاح الدين والأنبار. وذكر المتحدث باسمهم، علي نيساف، أن "بعض صناديق الاقتراع سُرقت من مراكز الاقتراع في صلاح الدين وديالى"، بينما أعرب كاظم تركي، أحد حلفاء علاوي، عن عدم رضاه عن النتائج النهائية، خاصة في بغداد والبصرة. واتهموا الأحزاب القوية في البلاد بتلاعب بالأصوات.
كما عبرت حركة الصدر عن شكاويها بشأن نتائج الانتخابات، حيث أصدر أمير طه الكيناني، المتحدث باسمهم، البيان التالي: "لقد تعرضنا لسوء المعاملة في هذه الانتخابات. لم تكن المفوضية العليا المستقلة للانتخابات عادلة - وكانت منحازة لصالح قوائم أخرى. في النتائج النهائية، تراجعنا إلى المركز الثالث، بينما حصلت SIIC على المركز الثاني. كيف يمكن أن يحدث ذلك؟ حصلت كتلتي وSIIC على عدد تقريبي من الأصوات في ميسان - ومع ذلك، حصلنا فقط على سبع مقاعد، بينما حصلوا هم على ثماني." وأضاف الكيناني أن أصواتهم في بغداد تراجعت بشكل مريب بعد إعلان النتائج النهائية، متهمًا المفوضية بإجراء تغييرات متأخرة في القانون التي خدمت المالكي. كما زعم أن "هناك اختلافات كبيرة بين النتائج التي أعلنتها المفوضية والأرقام التي لدينا من مراقبينا في بعض المحافظات."
زعمت ائتلاف الصحوة العراقية حدوث تزوير انتخابي في محافظة الأنبار، مشيرًا إلى أن لديهم مئات الوثائق لإثبات هذا التزوير. ودعا نائب الرئيس العراقي طارق الهاشمي إلى إعادة فرز الأصوات في الأنبار.
وفي الوقت نفسه، زعم النائب السني والناشط القومي العربي مثيل الآلوسي أن مئات الآلاف من الناخبين قد حُرموا من حق التصويت. وأكد أحمد الجلبي أن ذلك لم يكن مقصودًا، بل كان "قصورًا في استعدادات المفوضية الانتخابية". ومع ذلك، اتهم الآلوسي الدبلوماسيين الإيرانيين بدخول مراكز الاقتراع العراقية والتدخل في الانتخابات.
تقدمت كل من قائمة العراقية وحركة الصدر بطعون على النتائج في المحكمة، بينما طعنت المجلس الإسلامي العراقي الأعلى في النتائج في بغداد، وطعنت حركات الصحوة في النتائج في الأنبار. وفي المجمل، تلقى مسؤولو لجنة الانتخابات 1,000 شكوى عن مخالفات، بما في ذلك 20 اتهامًا خطيرًا بالتزوير، وتم الإبلاغ عن انتهاكات خطيرة في الأنبار وديالى والموصل والمثنى وبغداد. ومع ذلك، ادعى أنه لم تقدم معظم القوائم أدلة على مزاعمها بالتزوير. بعض الناخبين، من جانبهم، زعموا أنهم شهدوا تزويرًا في مراكز الاقتراع.